# Club de Fútbol Monterrey
El Club de Fútbol Monterrey és un club de futbol mexicà de la ciutat de Monterrey, conegut popularment com els rayados (ratllats) o la pandilla (la colla).

## Història
El club va ser fundat el 28 de juny de 1945 per un grup d'empresaris encapçalats per Ramón Cárdenas Coronado, Enrique Ayala Medina, Paul C. Probert, Rogelio Cantú Gómez i Miguel Margáín Zozaya. L'època més destacada del club ha estat els darrers anys, guanyant 4 lligues els anys 1986, 2003, 2009 i 2010 i la Copa Mèxic el 1991.

## Palmarès

### Tornejos nacionals
- Lliga mexicana de futbol: 4
  - México 86, Clausura 2003, Apertura 2009, Apertura 2010
- Copa Mèxic: 1
  - 1991
- Segona Divisió de Mèxic: 2
  - 1956, 1960
- Supercopa de Segona Divisió: 1
  - 1956
- InterLiga: 1
  - 2010

### Tornejos internacionals
- Recopa de la CONCACAF: 1
  - 1993

## Galeria

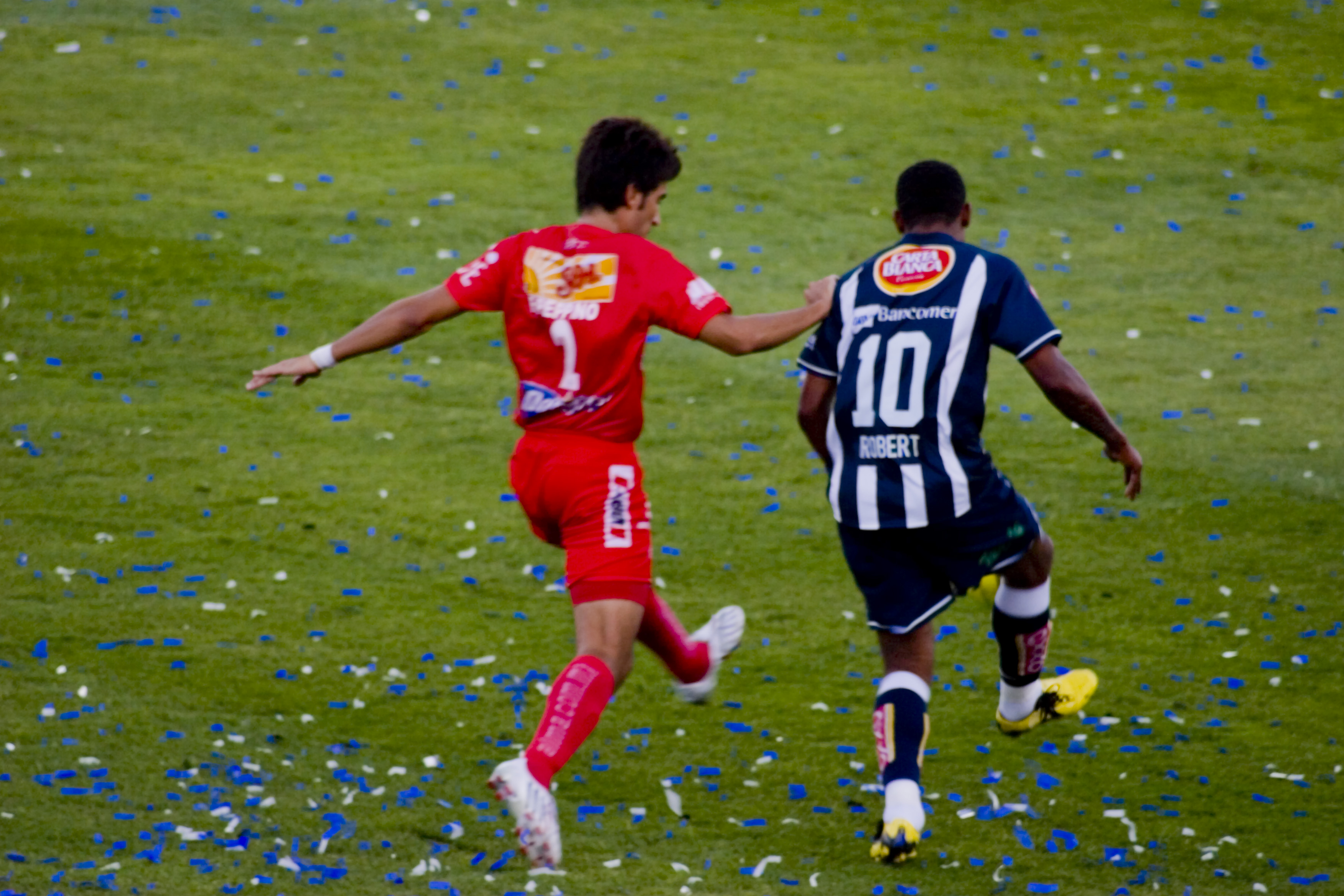
Partit Veracruz vs Monterrey.
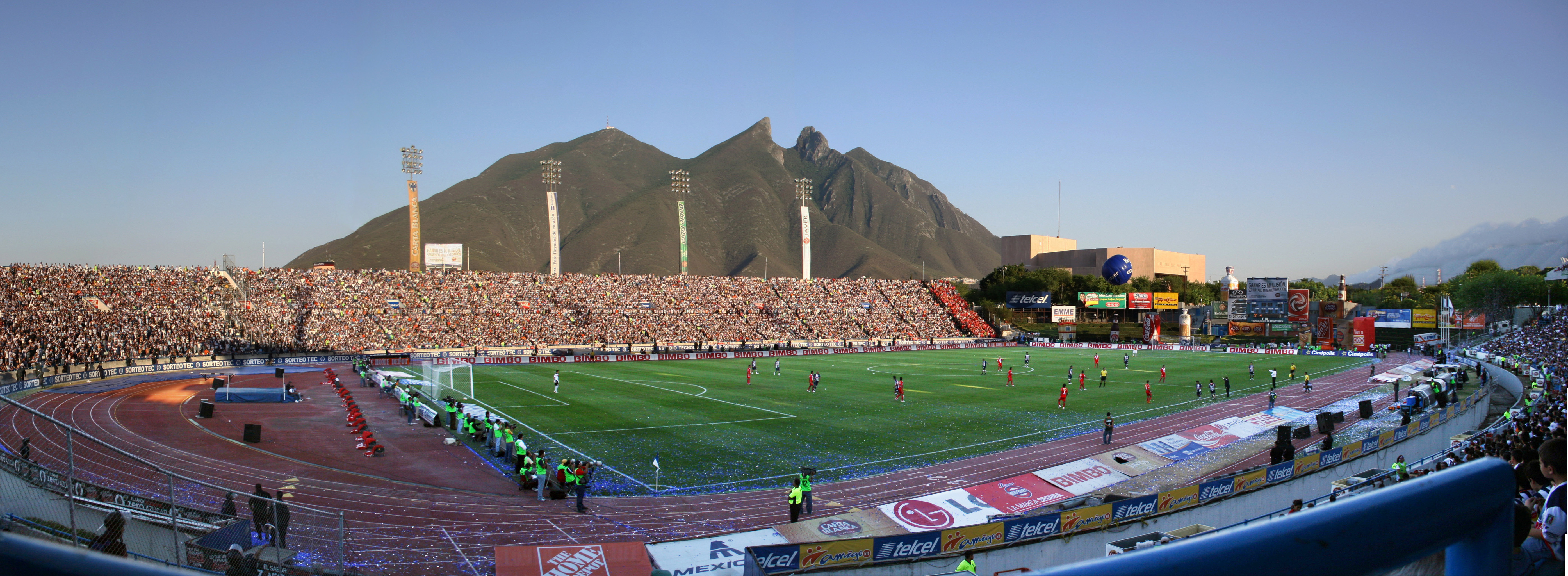
Estadi Tecnológico.